# Беликович, Александр Антонович
Александр Антонович Беликович (? — ?) — аккерманский городской голова в 1898—1907 годах.

## Биография
Отставной майор. Избирался гласным Аккерманской городской думы (1895—1898). В 1898 году был избран городским головой. Во время его правления начато мощение улиц гранитом, закончено создание артезианских колодцев, приобретены городом три здания: для расширения городской больницы, пятиклассного городского училища и начальной городской школы. Также возбуждено ходатайство об устройстве в Аккермане морского порта.
Также являлся председателем правления Попечительского общества о городском приюте-яслях. Член Общества Красного креста (1902).
В 1906 году вместе с председателем аккерманского отделения «Союза русского народа» В. М. Пуришкевичем баллотировался в Первую Государственную думу от Аккермана. В день выборов 12 марта 1906 г. их сторонники вели открытую агитацию возле городской управы, а тех, кто агитировал за их оппонентов, задерживала полиция. Неграмотным мужикам вручали бюллетени за Пуришкевича и Беликовича, а бюллетени за конкурентов отбирали. Когда же подсчет голосов оказался не в пользу Беликовича и Пуришкевича, последний обратился к губернатору с жалобой на неправильность голосования, и были назначены новые выборы. Пуришкевич обвинил аккерманского полицмейстера К. Г. Малиновского в том, что он не сумел обеспечить нужные итоги голосования и заявил, что «все христиане-выборщики, не подавшие за него голоса — негодяи, крамольники, подкупленные евреями».
В 1907 году Беликович покинул пост городского головы.

## Семья
Две дочери — Лидия и Мария. Брат — Цезарь Антонович Беликович (1825—1904), в честь которого в 1895 году улица Полицейская г. Аккерман была переименована в улицу Беликовича (ныне ул. Комсомольская).